# 张曼筠
张曼筠（1901年—1975年12月），江苏江阴人，中国政治人物，上海书画家张筱楼的次女，曾就读于北京师范大学，擅画。1928年初与李公朴在上海结婚，婚后追随李公朴奔走抗日救亡，积极参加爱国民主运动。1946年7月11日晚与其夫李公朴看电影回家途中，李公朴遇刺，次日不治而亡。1949年出席中国人民政治协商会议第一届全体会议。建国后历任全国妇联执委、民盟中央委员兼办公厅主任，第一、二、三届全国人大代表。1975年12月病逝于北京。